# Canton de Couhé
Le canton de Couhé est un ancien canton français situé dans le département de la Vienne et la région Poitou-Charentes.

## Géographie
Ce canton était organisé autour de Couhé dans l'arrondissement de Montmorillon. Son altitude varie de 92 m (Anché) à 157 m (Anché) pour une altitude moyenne de 129 m.

## Représentation

### Conseillers généraux de 1833 à 2015
| Période         | Période      | Identité                                | Étiquette       | Qualité |
| --------------- | ------------ | --------------------------------------- | --------------- | --- |
| 1833            | 1848         | Charles Isaac Hastron (1786-1860)       |                 | Avocat, ancien substitut du Procureur impérial, maire de Couhé (1837-1850)                                                                   |
| 1848            | 1867         | Jean-Pierre Hastron (1799-1872)         |                 | Docteur en médecine, maire de Couhé, conseiller d'arrondissement                                                                             |
| 1867            | 1869 (décès) | Jean-Baptiste Rivaud de la Raffinière   |                 | Propriétaire du château de la Raffinière à Brux Préfet honoraire                                                                             |
| 1870            | 1871 (décès) | Prince Godefroi de La Tour d'Auvergne   |                 | Ambassadeur de France à Londres Président du Conseil Général (1862-(1869)                                                                    |
| 1871            | 1872 (décès) | Jean-Pierre Hastron                     |                 | Docteur en médecine, maire de Couhé |
| 19 janvier 1873 | 1895         | Louis-Philippe Henri Auguis (1822-1903) | Droite          | Propriétaire à La Morcière (Brux) |
| 1895            | 1919         | Maurice Pain                            | Conservateur    | Avocat, propriétaire à Poitiers Député (1898-1906 et 1910-1919)                                                                              |
| 1919            | 1940         | Paul Cousin                             | RG              | Médecin, maire de Couhé Nommé conseiller départemental en 1943                                                                               |
|                 |              |                                         |                 | |
| 1945            | 1953 (décès) | Roger Bouffard (1883-1953)              | Rad.ind.        | Marchand de bois et ntrepreneur de scierie Maire de Couhé-Vérac (1935-1941), ancien conseiller d'arrondissement                              |
| 1953            | 1967         | André Venault de Bourleuf               | CNIP            | Cultivateur, maire d'Anché (1945-1971) Président départemental de la Confédération Générale Agricole                                         |
| 1967            | 1992         | Guy Robert                              | CD puis UDF-CDS | Agriculteur Sénateur (1977-1981, 1986-1997) Maire de Brux                                                                                    |
| 1992            | 2015         | André Sénécheau                         | DVD             | Chef d'entreprise Maire de Voulon (1989-2020) Président de la Communauté de Communes de la Région de Couhé Vice-Président du Conseil Général |

### Conseillers d'arrondissement (de 1833 à 1940)
Le canton de Couhé avait deux conseillers d'arrondissement.
Il appartenait à l'arrondissement de Civray jusqu'à sa disparition en 1926.
| Période                                  | Période      | Identité                                                            | Étiquette           | Qualité |
| ---------------------------------------- | ------------ | ------------------------------------------------------------------- | ------------------- | --- |
| 1833                                     | 1848         | Jean-Pierre Hastron                                                 |                     | Médecin à Couhé                                                                                             |
| 1833                                     | 1848         | François Lévesque-Barbier                                           |                     | Maire de Chaunay (1821-1852)                                                                                |
|                                          |              |                                                                     |                     | |
| av.1880                                  | 1884 (décès) | Henri Bourgueil (1818-1884)                                         | Conservateur        | Propriétaire à Chaunay                                                                                      |
| av.1880                                  |              | Eugène Hastron                                                      | Conservateur        | Propriétaire à Couhé                                                                                        |
| 1884                                     |              | Charles Olivier Jules de Rivaud, Comte de La Raffinière (1846-1893) | Conservateur        | Ancien sous-lieutenant, propriétaire du château de la Raffinière à Brux                                     |
|                                          |              |                                                                     |                     | |
|                                          | 1919         | M. Boutineau                                                        |                     | Docteur en médecine                                                                                         |
|                                          | 1919         | M. Grolleau                                                         |                     | |
| 1919                                     | ?            | M. Foucreau                                                         | Républicain         | Pharmacien à Couhé-Vérac                                                                                    |
| 1919                                     | 1940         | Auguste Bonnet                                                      | Républicain Radical | Maire de Couhé (1925-1935)                                                                                  |
| 1931                                     | 1940         | Roger Bouffard                                                      | Radical             | Marchand de bois à Couhé-Vérac, adjoint puis maire (1935-1941)                                              |
| 1940                                     |              |                                                                     |                     | Les conseils d'arrondissement ont été suspendus par la loi du 12 octobre 1940 et n'ont jamais été réactivés |
| Les données manquantes sont à compléter. |              |                                                                     |                     | |

## Composition
Le canton de Couhé regroupait 10 communes et comptait 7 640 habitants (recensement de 2007 populations municipales).
| Nom               | Code Insee | Codepostal | Superficie (km2) | Population (dernière pop. légale) | Densité (hab./km2) |
| ----------------- | ---------- | ---------- | ---------------- | --------------------------------- | ------------------ |
| Couhé (chef-lieu) | 86082      | 86700      | 9,11             | 1 814 (2012)                      | 199                |
| Anché             | 86003      | 86700      | 16,23            | 352 (2012)                        | 22                 |
| Brux              | 86039      | 86510      | 35,91            | 722 (2012)                        | 20                 |
| Ceaux-en-Couhé    | 86043      | 86700      | 16,22            | 513 (2012)                        | 32                 |
| Châtillon         | 86067      | 86700      | 5,92             | 244 (2012)                        | 41                 |
| Chaunay           | 86068      | 86510      | 38,64            | 1 179 (2012)                      | 31                 |
| Payré             | 86188      | 86700      | 26,13            | 1 010 (2012)                      | 39                 |
| Romagne           | 86211      | 86700      | 40,84            | 851 (2012)                        | 21                 |
| Vaux              | 86278      | 86700      | 25,84            | 762 (2012)                        | 29                 |
| Voulon            | 86296      | 86700      | 8,31             | 423 (2012)                        | 51                 |

## Démographie
| 1962  | 1968  | 1975  | 1982  | 1990  | 1999  | 2006  | 2011  | 2012  |
| ----- | ----- | ----- | ----- | ----- | ----- | ----- | ----- | ----- |
| 9 170 | 8 331 | 7 617 | 7 237 | 6 930 | 7 162 | 7 576 | 7 837 | 7 870 |

## Sources
1. ↑  « Journal officiel de l'Empire français », sur Gallica, 14 janvier 1870 (consulté le 15 novembre 2023).
2. ↑  « Journal officiel de la République française », sur Gallica, 24 décembre 1872 (consulté le 15 novembre 2023).
3. ↑  « Journal officiel de la République française », sur Gallica, 22 février 1873 (consulté le 15 novembre 2023).
4. ↑  « Journal officiel de la République française. Lois et décrets », sur Gallica, 17 avril 1943 (consulté le 15 novembre 2023).
5. ↑  Structure de la population du canton de 1968 à l'année de la dernière population légale connue
6. ↑  Fiches Insee - Populations légales du canton pour les années 2006, 2011, 2012